# 태양은 늙지 않는다
"태양은 늙지 않는다"는 1970년에 개봉한 대한민국의 영화이다.

## 캐스팅
- 박노식
- 고상미
- 오수미
- 허장강
- 황해
- 박암
- 최불암
- 독고성
- 장혁
- 조덕성
- 최성
- 김기범
- 최삼
- 임해림
- 윤일주
- 지용남
- 지방열
- 최일
- 이문학
- 박병기
- 도우형
- 이성포
- 박현숙
- 이성일
- 성일수
- 박일
- 김애라
- 임생출
- 라일
- 김용학
- 김왕국
- 성규
- 김월성
- 박광진
- 조훈
- 성찬웅
- 김홍규
- 김승남
- 김대현
- 송일권
- 김해성
- 박달
- 조상묵
- 이영호
- 박대훈
- 고인식
- 서애자
- 박덕화